# (1557) Roehla
(1557) Roehla es un asteroide perteneciente al cinturón de asteroides descubierto por Karl Wilhelm Reinmuth el 14 de enero de 1942 desde el observatorio de Heidelberg-Königstuhl, Alemania.

## Designación y nombre
Roehla fue designado inicialmente como 1942 AD.
Más tarde se nombró en honor del médico sueco Lars Roehl.

## Características orbitales
Roehla está situado a una distancia media de 3,013 ua del Sol, pudiendo acercarse hasta 2,706 ua y alejarse hasta 3,321 ua. Su excentricidad es 0,102 y la inclinación orbital 10,29°. Emplea en completar una órbita alrededor del Sol 1911 días.